# Пастушок бурий
Пастушок бурий (Amaurolimnas concolor) — вид журавлеподібних птахів родини пастушкових (Rallidae).

## Поширення
Вид широко поширений в Центральній та Південній Америці, на півдні Мексики, на Антильських островах. Ямайський підвид Amaurolimnas concolor concolor вважається вимерлим.

## Спосіб життя
Мешкає у субтропічних або тропічних вологих рівнинних лісах, болотистих районах і деградованих вторинних лісах.